# منتخب المجر لكرة اليد الشاطئية للسيدات
منتخب المجر لكرة اليد الشاطئية للسيدات هو ممثل المجر الرسمي في المنافسات الدولية في كرة اليد الشاطئية للسيدات
.